# 瘦叉柱花
瘦叉柱花（学名：Staurogyne rivularis）为爵床科叉柱花属的植物。其种加词“rivularis”意为“溪边的”。分布于越南以及中国大陆的云南、海南等地，生长于海拔260米至1,750米的地区，多生长于湿润山谷及林下，目前尚未由人工引种栽培。